# Wallmans
Wallmans  (også kendt som Wallmans Salonger) er en virksomhed indenfor underholdningsindustrien, der kombinerer show med restauration. Virksomheden drives af det svenske selskab Wallmans Group AB og er opkaldt efter skaberen, underholdningsentreprenøren Hasse Wallman. Wallmans Group er en del af den svenske børsnoterede underholdningsgruppe Moment Group.
Wallmans tilbyder gæsterne spisning og et show. Artisterne i showet deltager også i serveringen. Efter showet afholdes et afterparty med musik og dans.
Wallmans saloner blev etableret i Stockholm i 1991 og har i dag tillige scener i Oslo, København og i Sälen.
I København er Wallmans etableret i Cirkusbygningen ved Axeltorv, hvor Wallmans åbnede for shows i København i 2004.